# Jeśli Boga nie ma tu
Jeśli Boga nie ma tu – czwarty singel z albumu Old Is Gold zespołu T.Love. Premiera piosenki miała miejsce w radiowej Trójce 15 kwietnia 2013 r.

## Notowania
| Lista                              | Pozycja |
| ---------------------------------- | ------- |
| Lista Przebojów Programu Trzeciego | 6       |
| Lista Przebojów Radia Merkury      | 26      |